# Liste der Monuments historiques in Buxières-les-Mines
Die Liste der Monuments historiques in Buxières-les-Mines führt die Monuments historiques in der französischen Gemeinde Buxières-les-Mines auf.

## Liste der Bauwerke
| Bezeichnung                                         | Beschreibung                               | Standort | Kennzeichnung | Schutzstatus | Datum | Bild           |
| --------------------------------------------------- | ------------------------------------------ | -------- | ------------- | ------------ | ----- | -------------- |
| Château de la Condemine (Fotos in der Base Mérimée) | Burganlage, 14. Jahrhundert                | (Lage)   | PA00093031    | Inscrit      | 1928  |                |
| Kirche St-Maurice                                   | zweite Hälfte des 12. und 14. Jahrhunderts | (Lage)   | PA00093030    | Classé       | 1886  | weitere Bilder |

## Liste der Objekte
| Bezeichnung                                     | Beschreibung               | Standort                        | Kennzeichnung | Schutzstatus | Datum | Bild |
| ----------------------------------------------- | -------------------------- | ------------------------------- | ------------- | ------------ | ----- | ---- |
| Gallo-römische Stele (Foto in der Base Palissy) | Stein                      | in der Kirche St-Maurice (Lage) | PM03000058    | Classé       | 1972  |      |
| Altar (Foto in der Base Palissy)                | Stein, gallo-römisch       | in der Kirche St-Maurice (Lage) | PM03000059    | Classé       | 1972  |      |
| Kreuz von Cournoir                              | Wegekreuz, Sandstein, 1548 | in der Kirche St-Maurice (Lage) | PM03001378    | Inscrit      | 1975  |      |